# Elan' (affluente della Tersa)
L'Elan' (in russo Елань?) è un fiume della Russia europea meridionale (oblast' di Saratov, oblast' di Volgograd), affluente di destra della Tersa (bacino idrografico del Don).
Nasce sul versante sud-occidentale delle alture del Volga, scorre dapprima in direzione sud-occidentale, successivamente sud-orientale. Il letto del fiume è molto tortuoso, la corrente è calma. Sfocia nella Tersa a 108 km dalla foce nella città di Elan'. Ha una lunghezza di 218 km; l'area del suo bacino è di 2 120 km².
Gela da metà novembre sino alla prima metà di aprile.